# Qaramusalı
Qaramusalı è un comune dell'Azerbaigian situato nel distretto di Goranboy. Conta una popolazione di 1 200 abitanti.